# Erythrina crista-galli
Erythrina crista-galli — південноамериканський вид дерев родини бобові (Fabaceae). Національна квітка Аргентини та Уругваю. Також відоме під назвою коралове дерево, в іспаномовних країнах цю рослину зазвичай називають се́йбо (ісп. ceibo), у португаломовних — кортисе́йра (corticeira). Широко використовується як декоративне дерево, яке висаджують вздовж вулиць.

## Розповсюдження
Батьківщина — центральний та північний схід Аргентини, Уругвай, східна Болівія, південна Бразилія, Парагвай. Зазвичай рослини цього виду ростуть у дикій природі у галерейних лісах на заплавних низинах і вздовж річок, а також на болотах і вологих землях. Насіння також може проростати на піщаних відмілинах річок, формуючи острови.

## Опис
Erythrina crista-galli — невелике листопадне дерево. Стовбур здерев'янілий, має в середньому 50 см в діаметрі, висота 5-8 м. Окремі екземпляри досягають висоти 10 м, зрідка 20 м.
Гілки вкриті шипами. Листки еліптичні, перисті.
Коренева система стрижнева з кореневими бульбочками, де живуть азот-фіксуючі бактерії. Бактерії співіснують з деревом у симбіозі, спрощуючи йому споживання азоту.
Рослина квітне улітку, у себе на батьківщині — з жовтня по квітень, а в північній півкулі — з квітня по жовтень. Квіти мають яскравий червоний колір, двобічно-симетричні, діаметром 3,5-5 см, зібрані у суцвіття китицями. Квітконос 1,6-3 см. Чашолисток червоного кольору. Чашечка 8-16 мм на 10-18 мм. Віночок метеликового типу, п'ятипелюстковий. Найбільша пелюстка знаходиться у нижній частині і має довжину 33-48 мм, крильця дуже малі і майже сховані чашолистком, ще дві рівні пелюстки зростаються уздовж свого нижнього краю, утворюючи човник (carina) довжиною 32-45 мм, що захищає репродуктивні органи рослини. Тичинок десять — одна вільна, а дев'ять зрослися своїми нитками в одну загальну пластинку, що облягає маточку. Гінецей монокарпний. Квіти багаті нектаром, який приваблює комах, що їх запилюють.
Плід — типовий біб. Стручок бурого кольору має довжину до 20 сантиметрів і містить 8-10 темно-коричневих насінин.

## Таксономія
Erythrina crista-galli була відкрита Карлом Ліннеєм і описана у його роботі Mantissa Plantarum 1: 99–100. 1767
Етимологія
Erythrina: назва роду походить від erythros (грец. ερυθρος) — «червоний».
Назва виду crista-galli означає латиною гребінь півня.
Різновиди

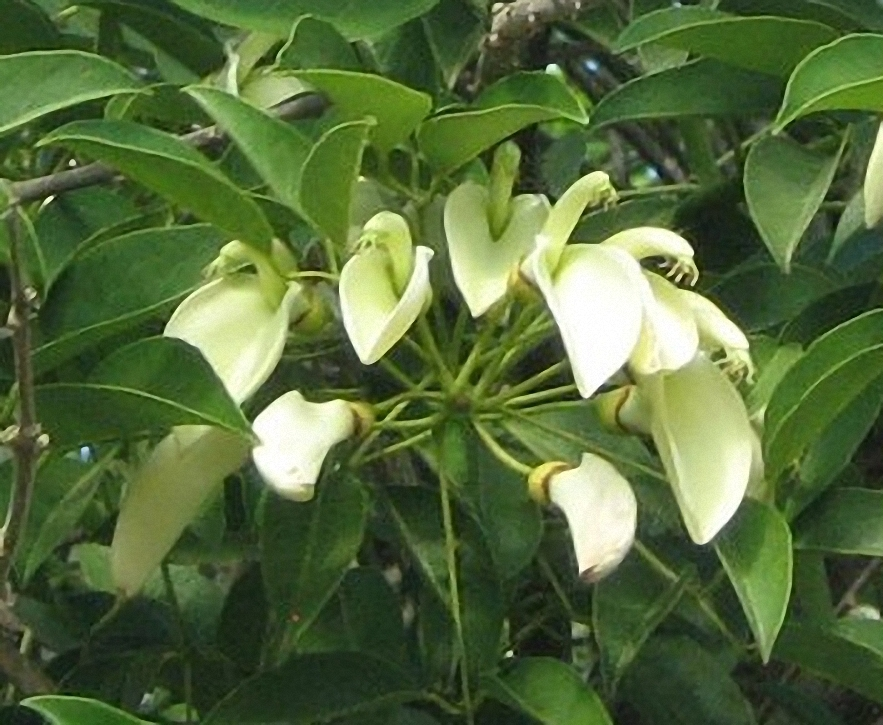
E. crista-galli var. leucochlora

- Erythrina crista–galli var. leucochlora Lombardo — має схожі в цілому характеристики за винятком білого кольору квітів[2]
- Erythrina crista–galli var. hasskarlii Backer
- Erythrina crista–galli var. longiflora Lozano & Zapater — не має шипів, квіти темніші, більшого розміру (5,5 — 6,8 см)[3]

Синоніми
- Erythrina falcata Benth.
- Corallodendron falcatum (Benth.) Kuntze
- Erythrina laurifolia Jacq.
- Erythrina martii Colla
- Corallodendron crista-galli (L.) Kuntze
- Erythrina fasciculata Benth.
- Erythrina laurifolia Jacq.
- Erythrina pulcherrima Tod.[en]
- Erythrina speciosa Tod. (Однак E. speciosa[en] Andrews — це окремий вид)
- Micropteryx crista-galli (L.) Walp.
- Micropteryx fasciculata Walp.
- Micropteryx laurifolia Walp.

У країнах, звідки рослина походить, вона також відома під народними назвами коралове дерево, сейбо, кортисейра, сеїбо, букаре, качимбо, гажито, санандува, суньянді тощо.

## Використання

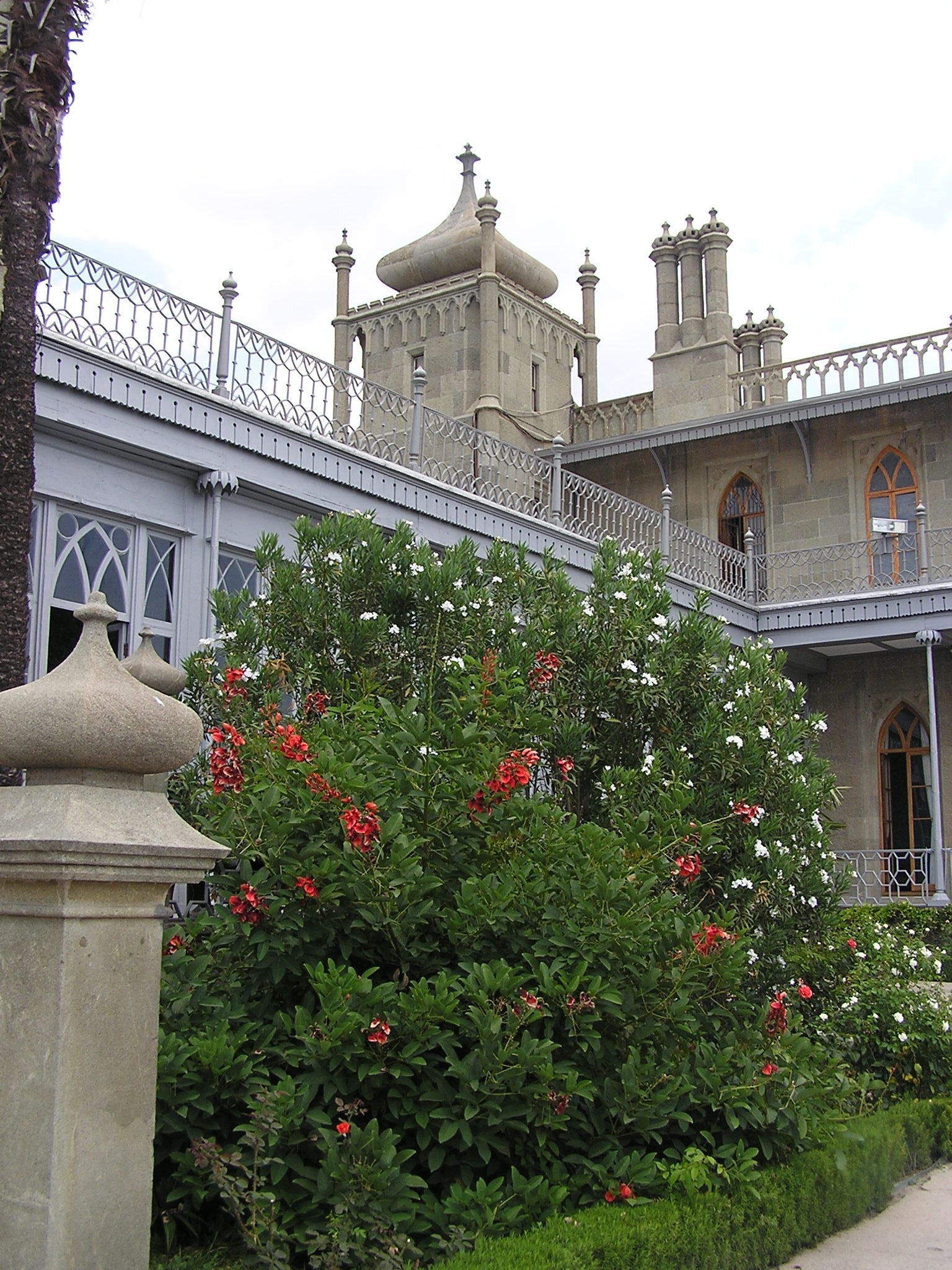
E. crista-galli біля Воронцовського палацу

Надземні частини дерева можуть містити алкалоїди, тому їх вживання у їжу може зашкодити здоров'ю. Рослина використовується як лікарська. Медонос.
Широко використовується як декоративне дерево, яке висаджують у парках і вздовж вулиць не лише у Південній Америці, а й по всьому світу у країнах зі сприятливим кліматом (тропіки і субтропіки). В Україні Erythrina crista-galli можна побачити у Криму в парку біля Воронцовського палацу в Алупці.
Деревина Erythrina crista-galli легка (0,2 г/см³), пориста, неміцна і недовговічна, тому її промислове застосування обмежене. Може використовуватися для різьблення декоративних елементів і виготовлення деревної маси. В Аргентині з дерева сейбо роблять традиційний фольклорний музичний інструмент — бас-барабан бомбо легуеро.
У давнину квіти сейбо використовували для фарбування тканин, а кору — для гарбування шкіри.

## Культурне значення
Erythrina crista-galli займає помітне місце у культурі Південної Америки, в першу чергу Аргентини. У південноамериканському фольклорі існує легенда, що на сейбо перетворилася індіанська дівчина Анаї, яку конкістадори намагалися спалити живцем, прив'язавши до дерева. Для індіанців це дерево є символом мужності та відваги.
Опитуванням, у якому взяло участь 20 тисяч осіб, Erythrina crista-galli була обрана національною квіткою Аргентини і затверджена у цьому статусі 23 грудня 1942 декретом уряду № 138.974/42. Серед причин обрання саме цієї квітки у декреті було названо такі:
- її підтримали більшість респондентів в опитуваннях громадської думки
- вона добре відома у майже усіх країнах Європи та Америки
- вона займає важливе місце у місцевих легендах, поезії, піснях
- колір сейбо присутній на гербі Аргентини
- вона росте на території Аргентини у дикій природі

22 листопада було названо Днем сейбо в Аргентині.
В Аргентині дерево сейбо часто висаджують біля навчальних закладів, військових частин та інших державних органів поряд з флагштоком з прапором як один з національних символів.
Також Erythrina crista-galli є національною квіткою Уругваю. Вона зображена на гербі уругвайського департаменту Трейнта-і-Трес. Національна партія Уругваю використовує білі квіти Erythrina crista–galli var. leucochlora як один з партійних символів. Уругвайський композитор присвятив «Мілонгу білого сейбо» (ісп. Milonga Ceibo Blanco) пам'яті партійного лідера Енріке Швенгеля Лусардо, який був відомий під псевдонімом Білий Сейбо.

## Галерея

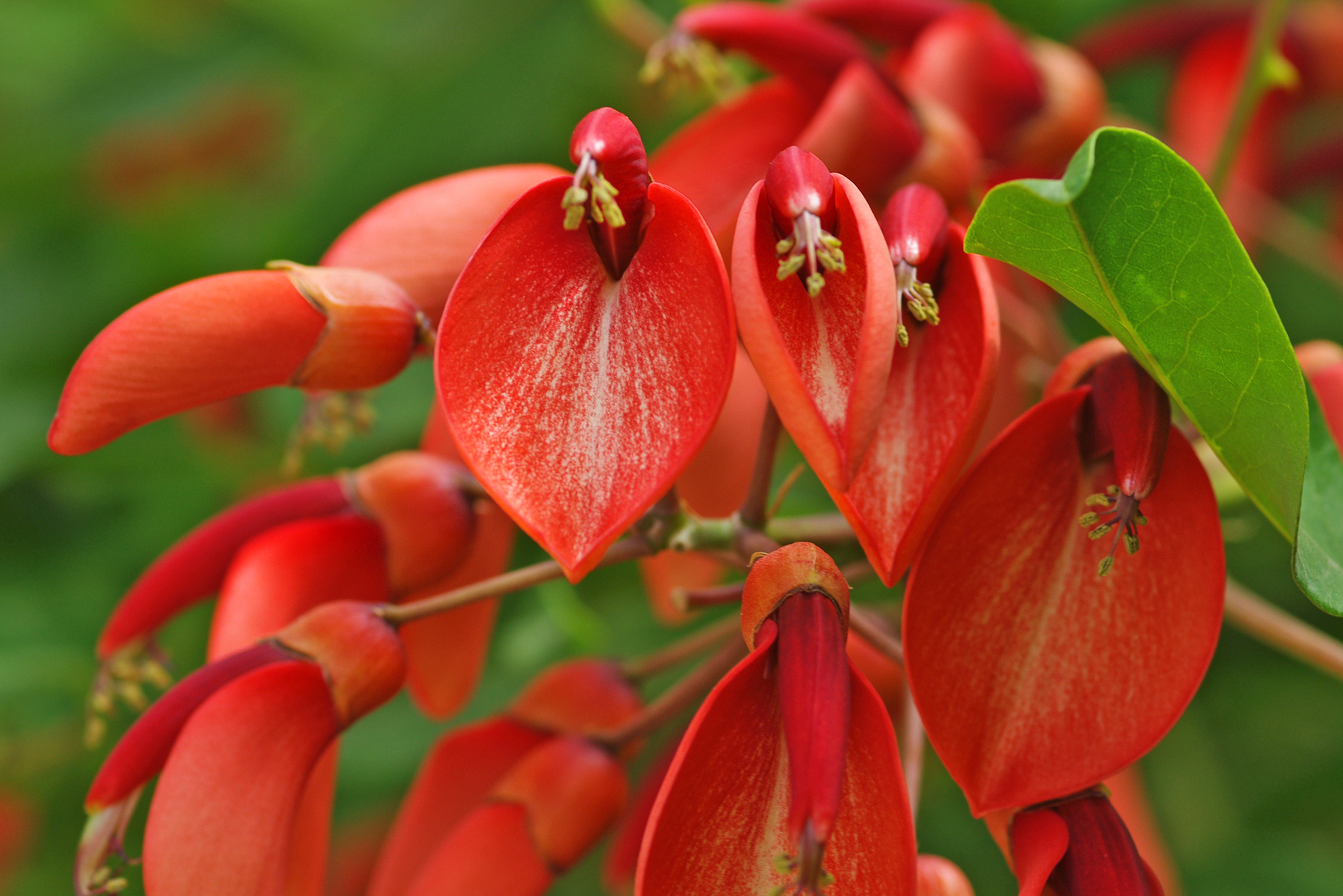
Квіти
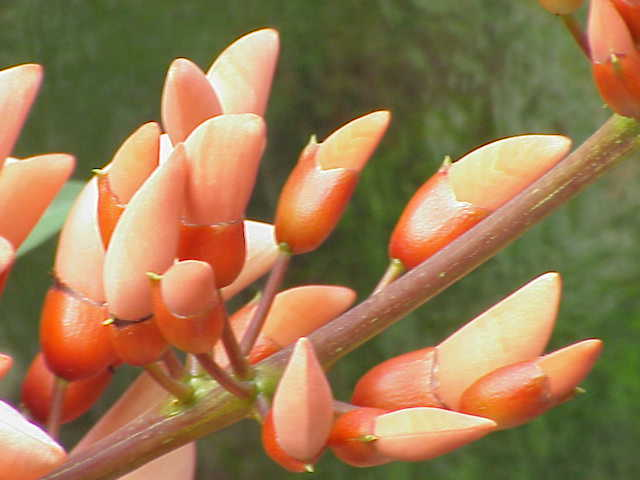
Бутони
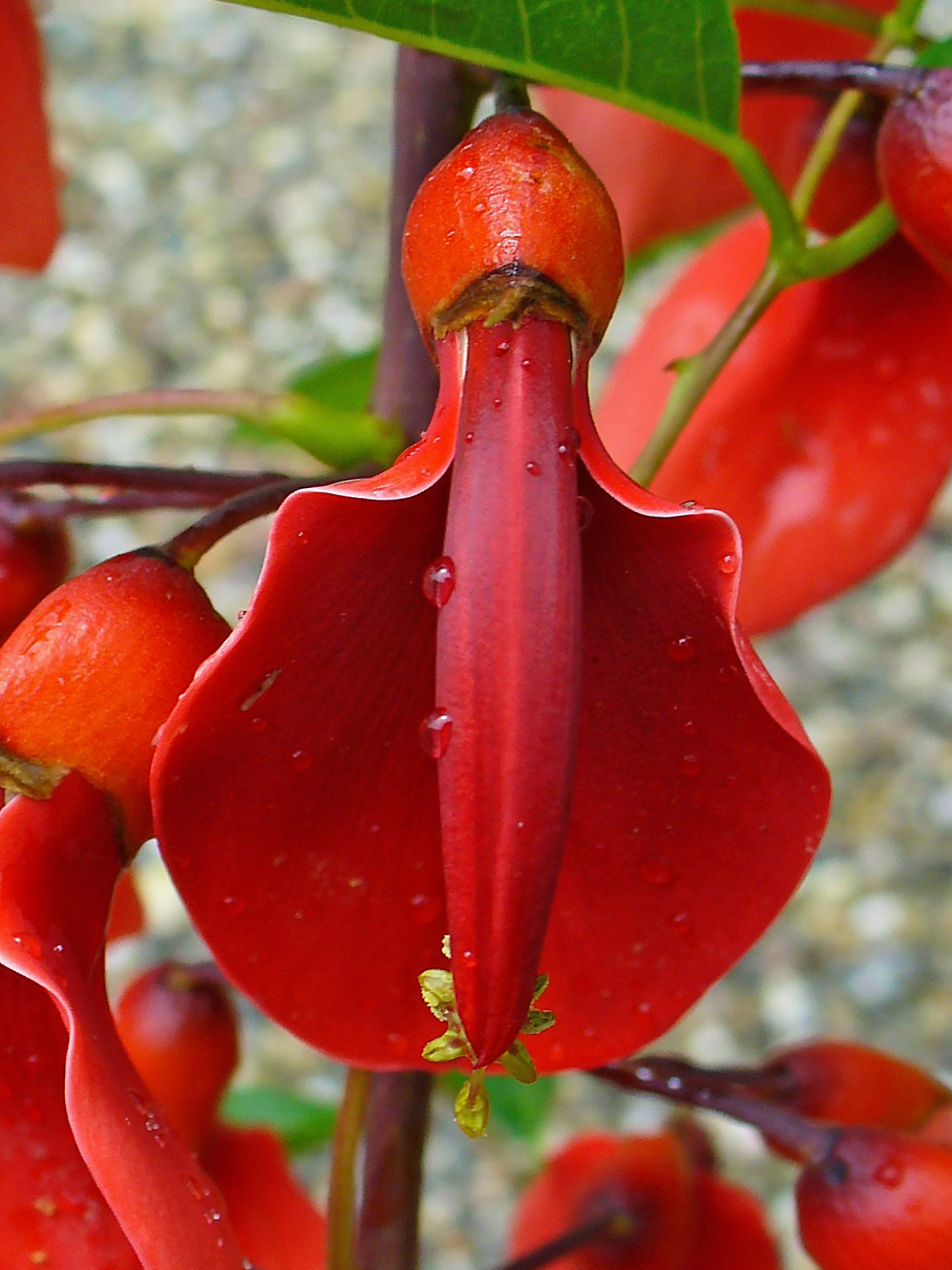
Квітка
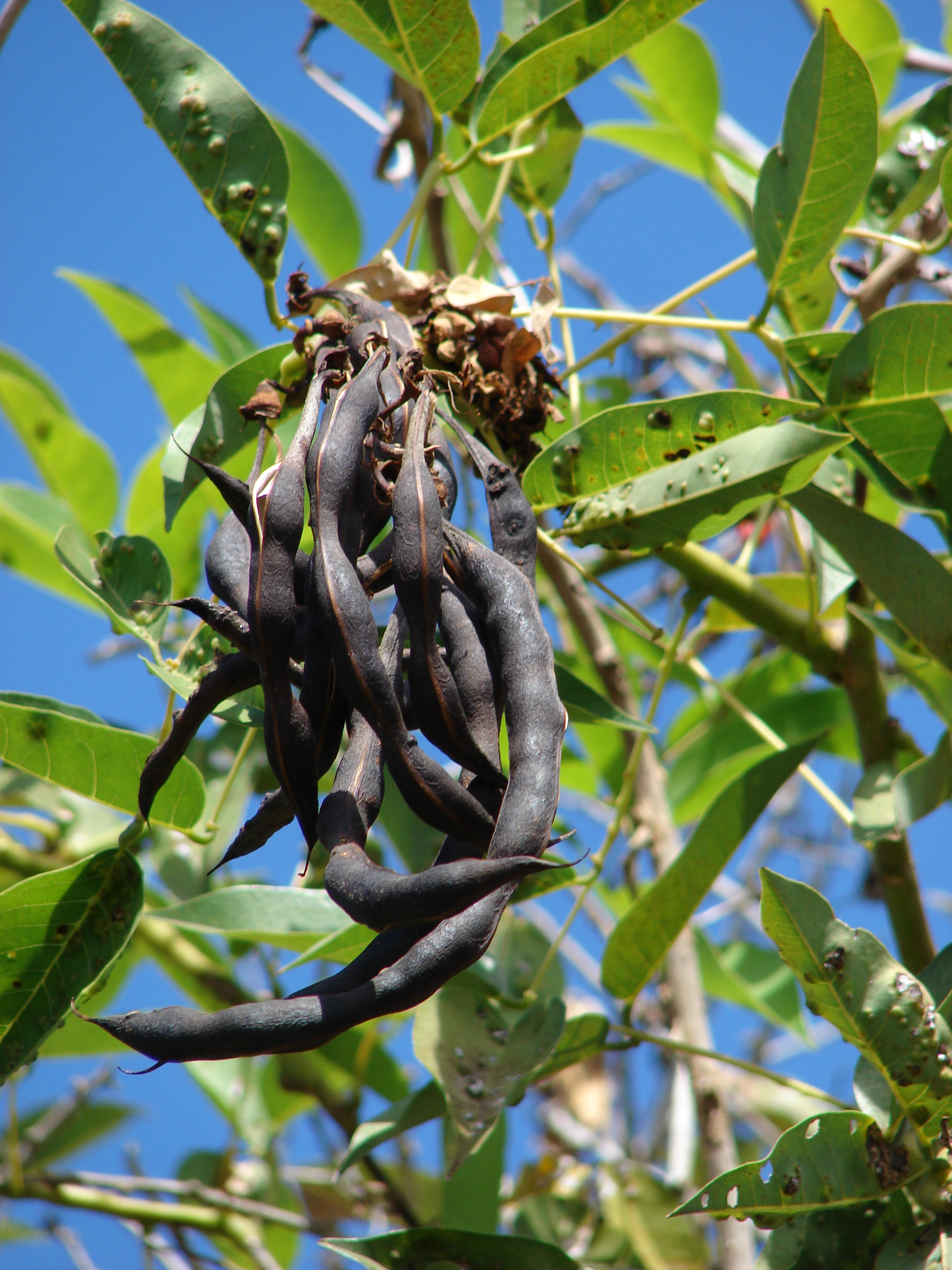
Стручки з насінням
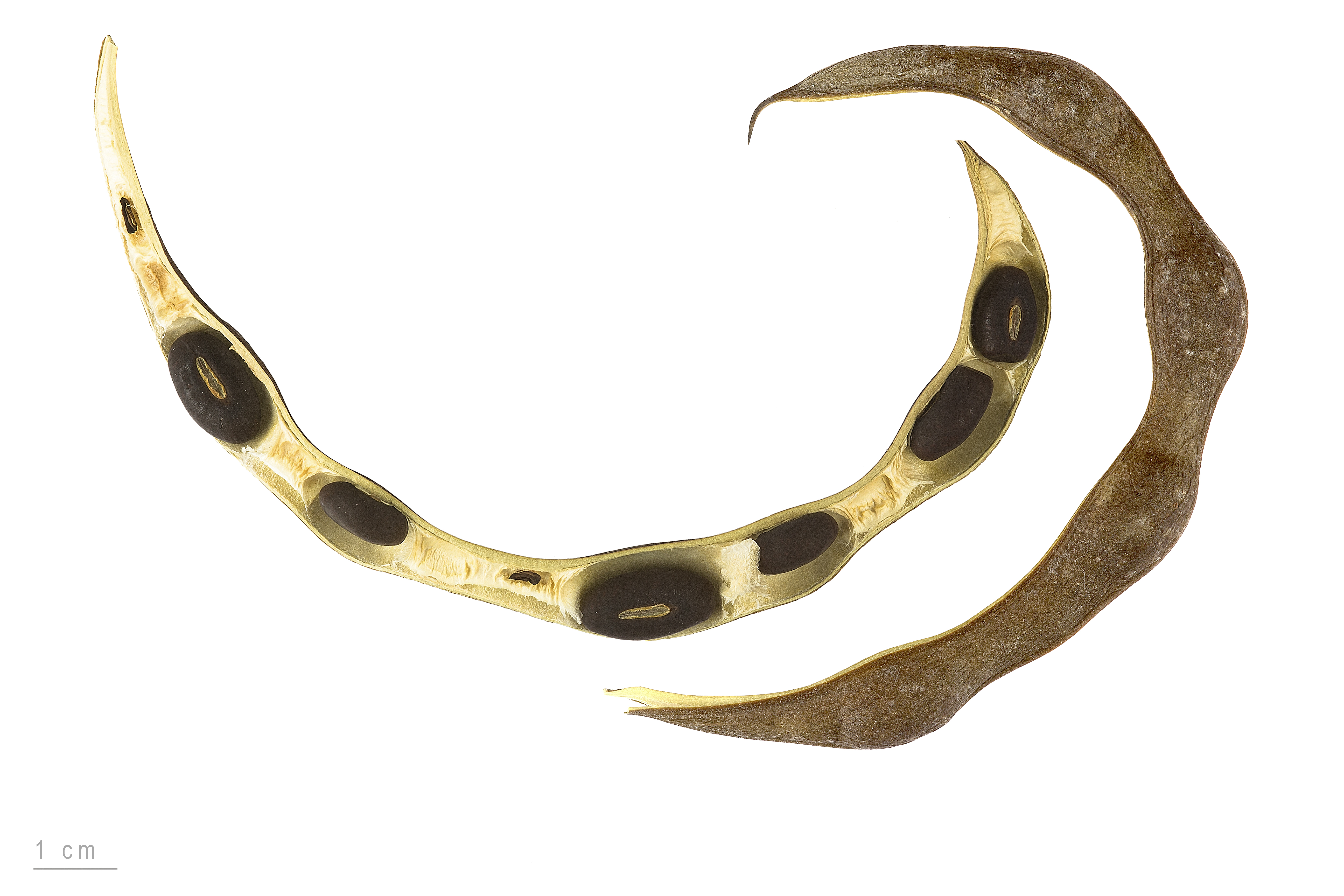
Стручок з насінням
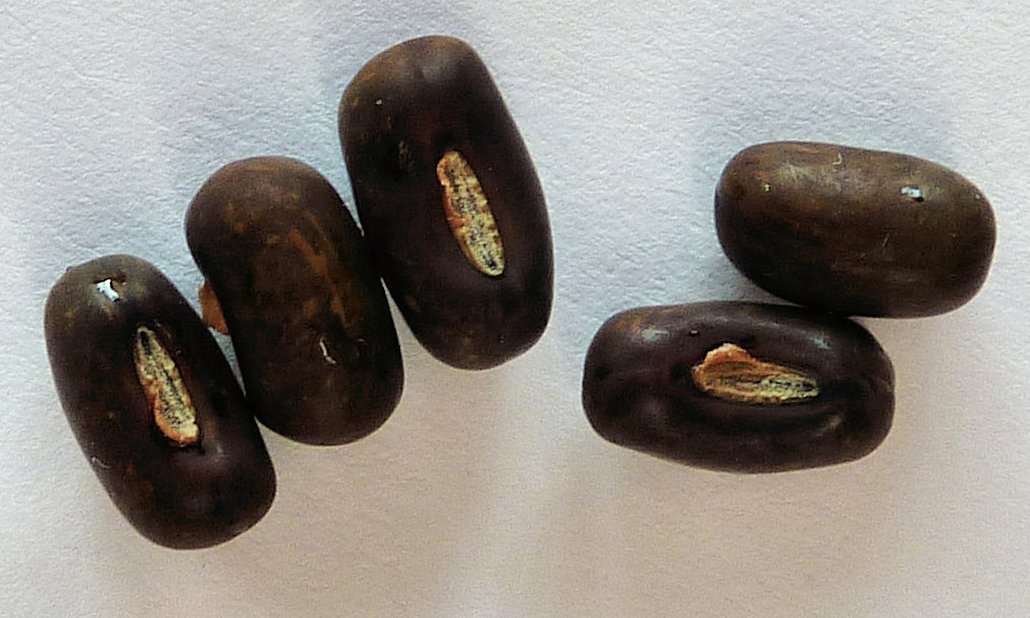
Насіння
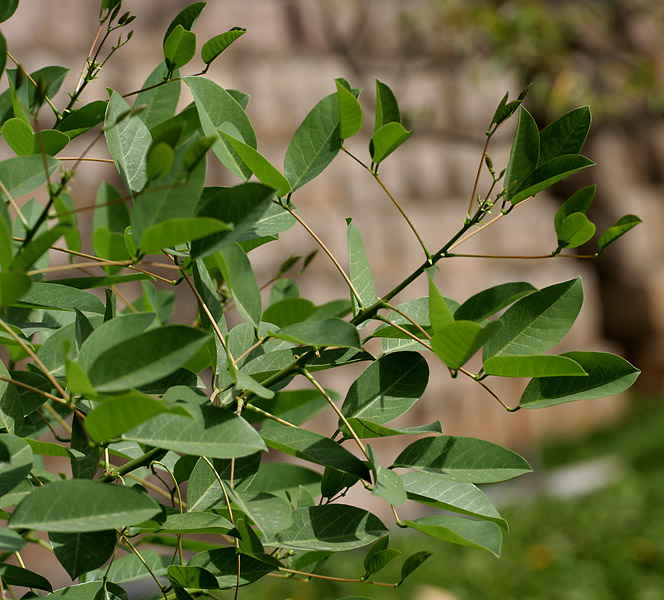
Листя
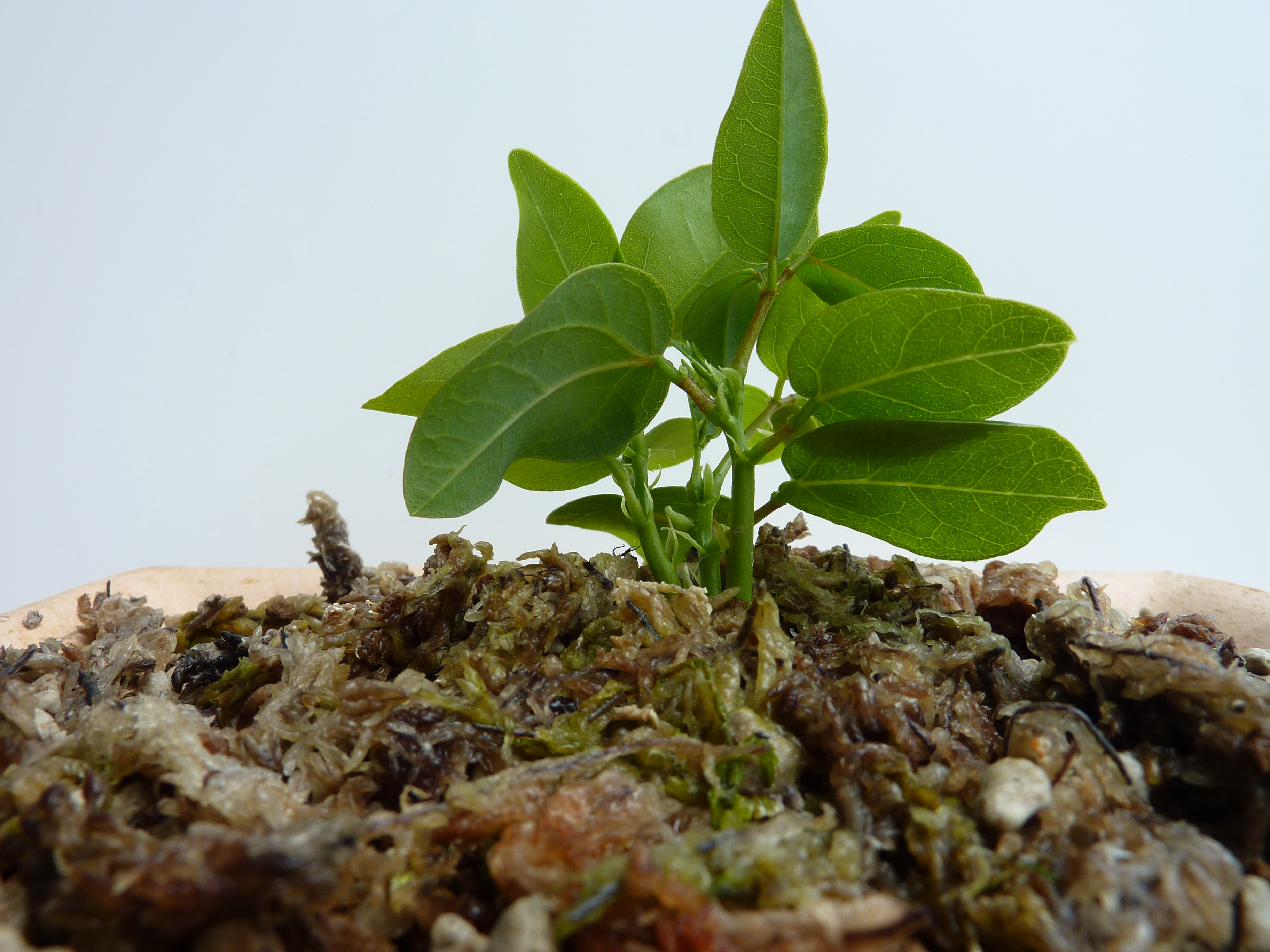
Молода рослина
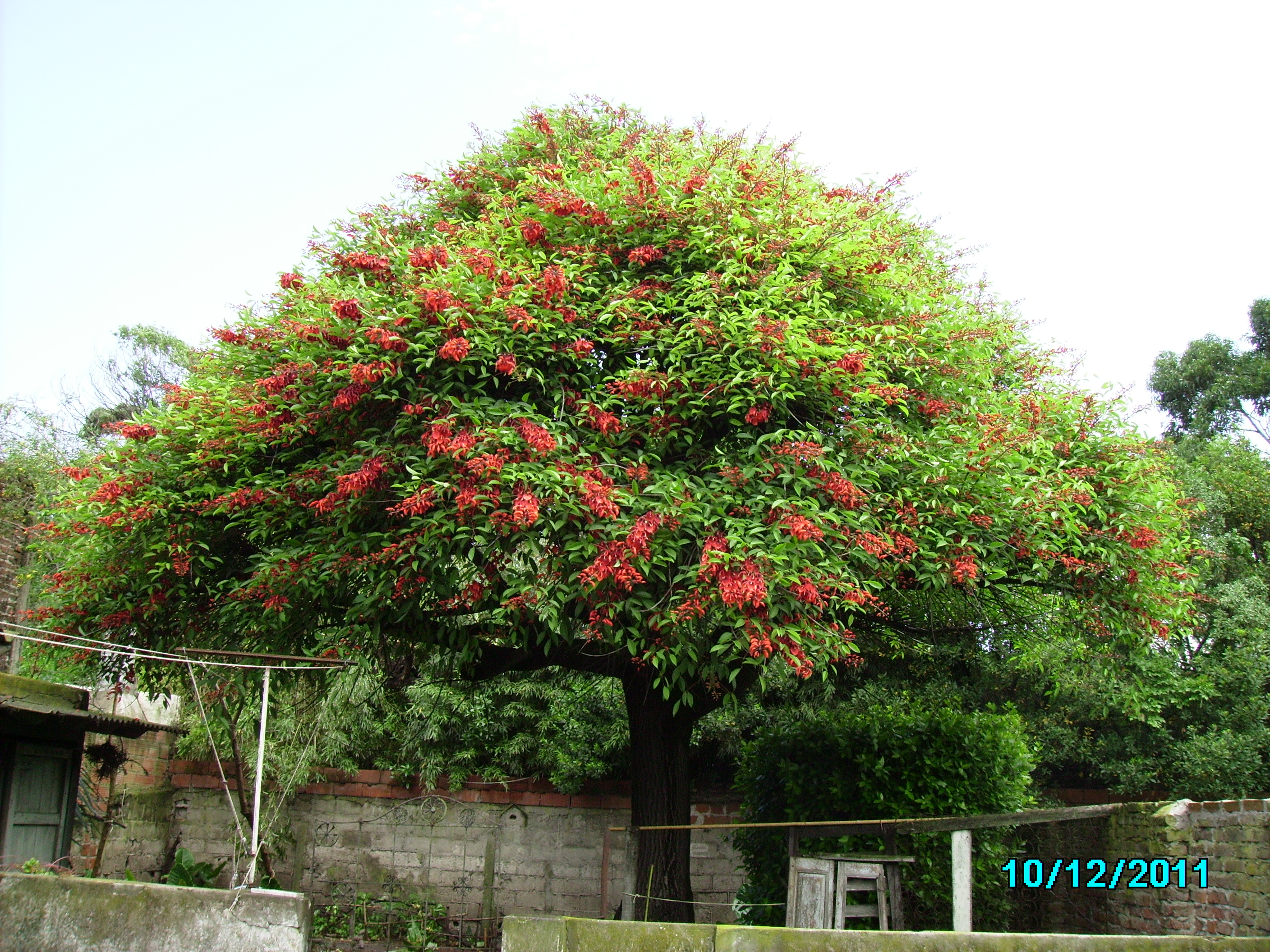
Дерево Erythrina crista-galli у Мар-дель-Платі